# 35 Pułk Piechoty (LWP)
35 pułk piechoty – oddział piechoty ludowego Wojska Polskiego.

## Formowanie i zmiany organizacyjne
Sformowany w rejonie Lublina jako 21 pp na podstawie rozkazu nr 8 Naczelnego Dowództwa Wojska Polskiego z 20 sierpnia 1944 w oparciu o sowiecki etat pułku strzeleckiego nr 04/501. Z dniem 15 września 1944  21 pułk piechoty przemianowano na 35 pułk piechoty. Zaprzysiężenia dokonano 27 października 1944 w Borowcu k. Radzynia.
Pułk wchodził w skład 7 Łużyckiej Dywizji Piechoty z 2 Armii Wojska Polskiego.
W 1956 pułk rozformowano.

## Żołnierze pułku
Dowódcy pułku
- mjr Jan Smogol (25 sierpnia 1944)
- mjr Józef Sobiesiak[7]

Odznaczeni Krzyżem Srebrnym Orderu Virtuti Militari
st. sierż. Józef Sójka

## Skład etatowy
dowództwo i sztab
- 3 bataliony piechoty
- kompanie: dwie fizylierów, przeciwpancerna, rusznic ppanc, łączności, sanitarna, transportowa
- baterie: działek 45 mm, dział 76 mm, moździerzy 120 mm
- plutony: zwiadu konnego, zwiadu pieszego, saperów, obrony pchem, żandarmerii

Razem:
żołnierzy 2915 (w tym oficerów - 276, podoficerów 872, szeregowców - 1765).
Sprzęt:
162 rkm, 54 ckm, 66 rusznic ppanc, 12 armat ppanc 45 mm, 4 armaty 76 mm, 18 moździerzy 50 mm, 27 moździerzy 82 mm, 8 moździerzy 120 mm

## Marsze i działania bojowe
Przed rozpoczęciem działań na froncie część sił pułku wykonywała zadania specjalne postawione przez dowództwo 1 Frontu Białoruskiego. Żołnierze pełnili służbę wartowniczą w obozach jenieckich na terenie Wielkopolski i Pomorza. 2 batalion pułku dowodzony przez kpt. Świerczewskiego uczestniczył w szturmie Poznania, na terenie miasta i w walkach o cytadelę. Podczas operacji berlińskiej 3 batalion stanowił ochronę sztabu 2 Armii Wojska Polskiego. Pozostałe siły pułku walczyły w składzie 7 Dywizji Piechoty pod Dūrrbach i Klitten. W operacji praskiej pułk brał udział w zdobyciu m. Krasna Lipa i zakończył swój szlak bojowy w rejonie Libéchov.
|  |

## Okres powojenny
13 maja 1945 pułk rozpoczął marsz powrotny do kraju. Do 21 maja osiągnął rejon na północ od Legnicy. Maszerował dalej na rubież Odry. Od 10 czerwca 1945 r. miał przystąpić do pełnienia służby ochronnej Sztab pułku rozlokować się miał w m. Góra.
W związku z korektą granicy państwowej, od 28 do 31 maja pułk przegrupowywał się na linię Nysy Łużyckiej i rozmieścił się w następujących miejscowościach:
- sztab 35 pp - Żarska Wieś
- 1 batalion - Bielawa Dolna
- 2 batalion - Lasów
- 3 batalion - Zgorzelec Ujazd

W lipcu pułk przekazał swój odcinek granicy pododdziałom 8 DP, a sam przejął inny. W sierpniu sztab pułku z przeniósł się do Zgorzelca. W dniach 30 – 31 października 1945 r. pułk przekazał ochronę granicy jednostkom WOP.
Miejsce stacjonowania jednostki
- Zgorzelec – Ujazd - do 1946
- Tarnowskie Góry ul. Kościuszki (1946 - 1949)
- Nysa ul. Otmuchowska 10 (1949 - 1956)